# Sybille Schnehage

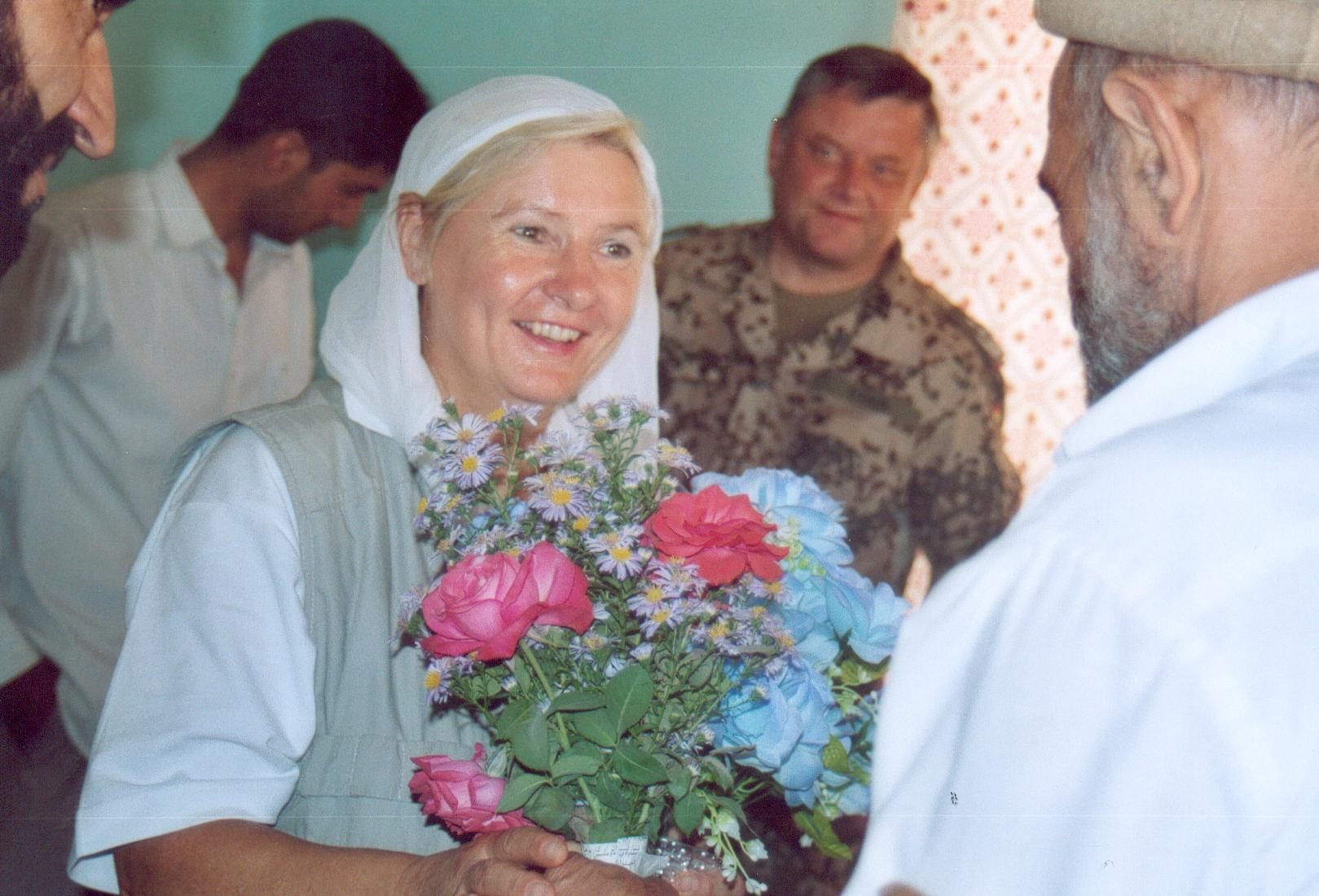
Sybille Schnehage (2003)

Sybille Schnehage (* 24. August 1950 in Magdeburg) ist eine deutsche Entwicklungshelferin in Afghanistan und Trägerin des Bundesverdienstkreuzes.

## Leben und Wirken
Sybille Schnehage wurde 1950 mit Namen Sybille Elisabeth Bosse als Tochter der Eheleute Arnold und Dorothea Bosse in Magdeburg geboren. 1955 gingen ihre Eltern mit ihr nach Westdeutschland – nach Friedrichshafen am Bodensee.
Ab 1971 studierte Schnehage an der Pädagogischen Hochschule Weingarten und an der Pädagogischen Hochschule Hildesheim. 1974 erfolgte das Abschlussexamen zur 1. Prüfung für das Lehramt an Haupt und Realschulen und ein Physik-Diplomstudium an der Universität Hannover. 1980 legte sie ihre Diplomprüfung am Institut für Plasmaphysik ab. Von 1980 bis 1983 war sie Wissenschaftliche Mitarbeiterin am Institut für Plasmaphysik. Nach der Geburt ihres Sohnes (1983) und ihrer Tochter (1985) war sie 1986–1996 Mitglied im Rat der Gemeinde Bergfeld und der Samtgemeinde Brome und seit 1987 Mitarbeiterin des Partnerschaftskomitees der Samtgemeinde Brome.
Sie war von 1990 bis 2003 Präsidentin des Partnerschaftskomitees mit der französischen Gemeinde La Guerche de Bretagne. 1992 wurde sie Mitglied des Präsidiums des VfL Wolfsburg und war von 2001 bis Januar 2008 Mitglied des Aufsichtsrats der VfL Wolfsburg-Fußball GmbH.
Bereits 1987 begann sie ihre Arbeit für die Humanitäre Hilfe in Afghanistan. Seit 1994 ist sie Gründerin und 1. Vorsitzende der Organisation zur humanitären Hilfe in Afghanistan Katachel e. V. Der Verein, der nach dem Dorf Katachel bei Kunduz benannt wurde, will die direkte Hilfe zur Selbsthilfe vor Ort in Afghanistan in den Mittelpunkt seiner Arbeit stellen.
Bis 2016 hat Schnehage mit dem Verein Katachel e. V. 27 Schulen in der Region Kunduz erbauen lassen, bis 2017 waren es 31 Schulen. Der Verein betreibt vor Ort ein Nähprojekt und unterstützt über 400 Witwen und Waisen. Von 2004 bis Anfang 2010 war Christian Wulff Schirmherr des Projektes. Der afghanische Projektleiter hatte Geld und Immobilien veruntreut, wodurch der Verein 2010 negative Schlagzeilen erhielt.
2013 erschien der von Hera Lind geschriebene Roman Drachenkinder, in dem ihre Erlebnisse in Kunduz geschildert werden, im Diana Verlag, einem Imprint des Verlages Random House.

## Veröffentlichungen
Mitte Juli 2017 erschien der von ihr selbst verfasste Roman Kunduztochter bei Books on Demand (BoD) unter ISBN 978-3-7448-3450-6.
Im Sommer 2018 erschien ihr Roman Kunduzsohn beim Cargoverlag ISBN 978-3-938693-31-5

## Ehrungen
- 1996 Verleihung der Niedersächsischen Verdienstmedaille
- 2001

- Verleihung der Ehrenurkunde der Provinz Kunduz (Emirat von Afghanistan)
- Verleihung der Medaille des Departements d’Ille et Vilaine (Frankreich)

- 2002 Verleihung des Elisabeth-Norgall-Preises des International Women’s Club of Frankfurt
- 2003

- Verleihung des Bundesverdienstkreuzes
- Verleihung der Ehrenurkunde des Gouverneurs Latif der afghanischen Provinz Kunduz

- 2004 Einsatzmedaille Kunduz der deutschen Bundeswehr ISAF
- 2006

- 2. Platz Wolfsburgerin des Jahres
- Beschluss des afghanischen Parlamentes – Verleihung der Malalai-Ehrenmedaille Afghanistans
- Verleihung der Ehrendoktorwürde der Universität Kabul

- 2008 Verleihung des Shining Word Heroine Award[15]
- 2009 Nominierung im Finale des Kyoto World Water Prize anlässlich des 5. WorldWaterForum in Istanbul
- 2015 Auszeichnung als Mensch 2015 von Isenhagener Kreisblatt in Wittingen[16][17]